# Anton Rée
Anton Hartvig Rée, född 5 oktober 1820 i Århus, död 20 december 1886 i Köpenhamn, var en dansk pianist.
Rée studerade under Jacques Smitt och Carl August Krebs i Hamburg, senare i Wien (under Anton Halm), och i Paris. År 1842 bosatte han sig i Köpenhamn, fick snabbt en stor krets av lärjungar och var under följd av år en framstående pianist; särskilt i Musikforeningen intog han under lång tid en framskjuten ställning, men tvingades senare dela denna med sin egen elev August Winding och Edmund Neupert. 
Rée stod som representant för den eleganta pianostilen från den stora världen, Friedrich Kalkbrenner, John Field och Frédéric Chopin. Då Det Kongelige Danske Musikkonservatorium inrättades 1866, var han en kort tid lärare vid detta. Från hans hand föreligger några mindre pianostycken; han skrev även åtskilliga artiklar till danska och tyska tidningar och tidskrifter, samt arbetena Bidrag til Klaverspillets Teknik och Musikhistoriske Momenter.